# Ламинозиоптоз
Ламинозиоптоз (laminosioptosis) — акариаз домашних куриных и водоплавающих птиц, вызываемая клещом Laminosioptes cysticola.

## Этиология
Возбудитель — клещ Laminosioptes cysticola. Тело паразита продолговато-овальное, жёлто-серого цвета. Размер самки 0,26 X 0,11 мм, самца 0,2 X 0,09 мм. От заднего края тела отходят 2 длинных волоска.

## Ламинозиоптоз домашней птицы
Болеют куры, индейки, фазаны, гуси, голуби и др. птицы.
Возбудитель паразитирует в подкожной клетчатке и мышечной соединительной ткани, редко в патологический процесс вовлекается нервная система. В местах паразитирования клещи травмируют ткани хозяина. Мёртвые клещи обызвествляются, формируя беловатые узелки до 2 мм в диаметре. Они хорошо видны в области бёдер, таза и груди птицы. Иногда отмечают прогрессирующее истощение и гибель больной птицы.
Дифференциальный диагноз проводят с цитодитозом.

## Патогенность для человека
Мясо птиц, заражённых Laminosioptes cysticola, съеденное человеком, может привести к пищевой аллергии у чувствительных к аллергенам людей (см. Клещевая сенсибилизация, Пищевая клещевая анафилаксия).